# Campiglossa melaena
Campiglossa melaena är en tvåvingeart som först beskrevs av Erich Martin Hering 1941.  Campiglossa melaena ingår i släktet Campiglossa och familjen borrflugor. Inga underarter finns listade.